# Daniel Rincón
José Daniel Rincón Quintana (Sogamoso, Boyacá, 4 de diciembre de 1975) es un ciclista de ruta colombiano. Es hermano del ciclista Oliverio Rincón Quintana que compitió durante la década de 1990.

## Palmarés
2001
- 1.º en el Campeonato de Colombia de Ciclismo en Ruta

2002
- 1.º en la Clasificación General Final Clásica de Fusagasugá
- 1.º en el Campeonato Panamericano de Ciclismo en Ruta

2003
- 1.º en la 4.º etapa de la Vuelta a Colombia

2005
- 1.º en la 8.º etapa de la Vuelta a Colombia

2006
- 1.º en la 10.º etapa de la Vuelta a Colombia

2007
- 1.º en la clasificación general final de la Vuelta a Cundinamarca, más dos etapas
- Dos etapas en la Vuelta a Boyacá

2008
- 1.º en la 1.º etapa de la Vuelta a Boyacá

2010
- 1.º en 4.º etapa de Doble Sucre Potosí GP Cemento Fancesa
- 2.º en la clasificación general final de la Vuelta a México

2011
- 1.º en 2.º etapa de la Clásica Internacional de Tulcán

## Equipos
- Aficionado

2010:Boyacá Orgullo de América
2011:Boyacá Orgullo de América
- Profesional

1997: Lotería de Boyacá
1998: Lotería de Boyacá
2001:05 Orbitel
2002:05 Orbitel
2004:US Postal
2007:Colombia es Pasión